# Вудворт (Луизијана)
Вудворт (енгл. Woodworth) град је у америчкој савезној држави Луизијана.

## Демографија
По попису из 2010. године број становника је 1.096, што је 16 (1,5%) становника више него 2000. године.
| Група             | 2000.       | 2010.       |
| Белци             | 932 (86,3%) | 969 (88,4%) |
| Афроамериканци    | 113 (10,5%) | 82 (7,5%)   |
| Азијати           | 0 (0,0%)    | 9 (0,8%)    |
| Хиспаноамериканци | 23 (2,1%)   | 19 (1,7%)   |
| Укупно            | 1.080       | 1.096       |